# ザ・ラスト・パフ
『ザ・ラスト・パフ』（The Last Puff）は、イギリスのバンド、スプーキー・トゥースが1970年に発表した4作目のスタジオ・アルバム。バンドは本作を最後に一度目の解散をしたが、後に再結成された。

## 背景
当時バンドに残っていたオリジナル・メンバーはマイク・ハリソン、ルーサー・グロヴナー、マイク・ケリーの3人で、本作はジョー・コッカーとの活動で知られるグリース・バンドのメンバーを迎えて制作された。なお、前作まではハリソンとゲイリー・ライトのツイン・ボーカル編成だったが、本作はハリソンが単独でリード・ボーカルを担当し、ジャケットには「Spooky Tooth Featuring Mike Harrison」と記載されている。
「サムシング・トゥ・セイ」はジョー・コッカーが提供した曲で、コッカーは後に自身のアルバム『Joe Cocker』（1972年）において、本作にも参加したクリス・ステイントンとアラン・スペナーを従えて、同曲をセルフ・カヴァーしている。「サン・オブ・ユア・ファーザー」はエルトン・ジョンのカヴァーで、ジョンのヴァージョンはアルバム『エルトン・ジョン3』（1970年）に収録されている。

## 反響・評価
アメリカでは、1970年9月19日付のBillboard 200で最高84位を記録した。
ロバート・クリストガウは本作にCプラスを付け、マイク・ハリソンのボーカルに関して「クリス・ステイントンがピアノ演奏や共同プロデュースで参加していることからも、彼がジョー・コッカーもどきになろうとしていると考えられるだろう」と批判している。一方、ジェイムズ・クリスペルはオールミュージックにおいて5点満点中4.5点を付け「契約消化のために作られたアルバムの一つと思われるかもしれないが、必ずしもそうではない。ビートルズの燃えるようなカヴァー"I Am the Walrus"を含む、良質かつ堅実な作品である」と評している。

## 収録曲
1. アイ・アム・ザ・ウォルラス - "I Am the Walrus" (John Lennon, Paul McCartney) - 6:24
2. ザ・ロング・タイム - "The Wrong Time" (Gary Wright) - 5:06
3. サムシング・トゥ・セイ - "Something to Say" (Joe Cocker, Peter Nichols) - 5:48
4. ノーバディ・ゼア・アット・オール - "Nobody There at All" (Mike Post) - 3:59
5. ダウン・リヴァー - "Down River" (David Ackles) - 4:45
6. サン・オブ・ユア・ファーザー - "Son of Your Father" (Elton John, Bernie Taupin) - 3:51
7. ザ・ラスト・パフ - "The Last Puff" (Chris Stainton) - 3:36

### 2008年リマスターCDボーナス・トラック
1. サン・オブ・ユア・ファーザー（モノ・シングル・ヴァージョン） - "Son of Your Father (Mono single version)" (E. John, B. Taupin)
2. アイヴ・ゴット・イナフ・ハートエイク（モノ・シングル・ヴァージョン） - "I've Got Enough Heartaches (Mono single version)" (Mike Kellie, G. Wright)
3. アイ・アム・ザ・ウォルラス（モノ・シングル・ヴァージョン） - "I Am the Walrus (Mono single version)" (J. Lennon, P. McCartney)
4. ハングマン・ハング・マイ・シェル・オン・ア・トゥリー - "Hangman Hang My Shell on a Tree (Mono single version)" (G. Wright)

## 参加ミュージシャン
- マイク・ハリソン - ボーカル
- ルーサー・グロヴナー - ギター
- ヘンリー・マッカロク - ギター
- クリス・ステイントン - ピアノ、オルガン、ギター、ベース
- アラン・スペナー - ベース
- マイク・ケリー - ドラムス